# Volo TACA 110
Il volo TACA 110 era un volo di linea internazionale operato da Ladyville, Belize, a New Orleans, Stati Uniti. Il 24 maggio 1988, il Boeing 737-300 operante il volo perse potenza a entrambi i motori, ma i piloti riuscirono a atterrare con successo su un argine erboso adiacente alla Michoud Assembly Facility della NASA, senza che nessuno a bordo subisse più di lievi ferite. Dopo la sostituzione del motore, l'aereo fu in grado di decollare da una strada che in precedenza era stata una pista di atterraggio per aerei a Michoud. L'aereo venne successivamente riparato e rimesso in servizio.

## L'aereo
Il velivolo coinvolto era un Boeing 737-300, marche N75356, numero di serie 23838, numero di linea 1505. Volò per la prima volta nel gennaio 1988 e venne consegnato in leasing alla compagnia sudamericana TACA Airlines. Era equipaggiato con 2 motori turboventola CFMI CFM56-3B1. Al momento dell'incidente, l'aereo aveva quattro mesi e aveva accumulato solo 81 ore di volo.
Dopo l'incidente, il velivolo venne riparato e tornò in servizio per Aviateca, America West Airlines e infine Southwest Airlines. Venne ritirato dal servizio nel dicembre 2016.

## Equipaggio e passeggeri
Il comandante del volo era Carlos Dardano, 29 anni, che aveva accumulato 13 410 ore di volo di cui quasi 11 000 come pilota al comando; all'inizio della sua carriera aveva perso un occhio a causa del fuoco incrociato su un breve volo per El Salvador, dove all'epoca infuriava la guerra civile. Il primo ufficiale, Dionisio Lopez, era un pilota esperto di 48 anni con oltre 12 000 ore di volo registrate. In cabina di pilotaggio c'era anche Arturo Soley, pilota istruttore, che monitorava le prestazioni del nuovo 737. A bordo si trovavano 38 passeggeri e 4 assistenti di volo.

## L'incidente
Il volo partì come programmato da Belize diretto a New Orleans; in queste fasi non vennero registrati problemi di alcun tipo.

Durante la discesa in IFR da FL 350 (35 000 piedi (11 000 m)), in preparazione per il loro imminente arrivo all'aeroporto Internazionale di New Orleans, il comandante Dardano e il primo ufficiale Lopez notarono sul radar meteorologico di bordo zone di precipitazioni leggere-moderate lungo il tragitto, rappresentate come aree verdi e gialle, così come "alcuni globuli rossi isolati", indicativi di forti precipitazioni su entrambi i lati della traiettoria di volo prevista.

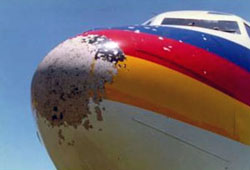
I danni causati dalla tempesta al muso dell'aereo.

Il volo entrò in un banco di nubi a FL 300 (30 000 piedi (9 100 m)); l'equipaggio impostò i motori in modalità "continuous ignition" e accese l'impianto antighiaccio per proteggerli dagli effetti delle precipitazioni e dal rischio che si formasse ghiaccio, fenomeni in grado di causare uno spegnimento degli stessi. I piloti impostarono la rotta in modo da evitare le due aree di forti precipitazioni mostrate dal radar, passandoci in mezzo, ma incontrarono ugualmente forti piogge, grandine e turbolenze. Scesi a 16 500 piedi (5 000 m), entrambi i motori si spensero, lasciando l'aereo in planata senza che nessuno dei due propulsori producesse spinta o energia elettrica. A questo punto venne avviata l'unità di potenza ausiliaria (APU) mentre l'aereo scendeva a 10 500 piedi (3 200 m), ripristinando l'energia elettrica. I piloti tentarono di riavviare i motori utilizzando il flusso d'aria generato dalla discesa dell'aereo ma non ebbero successo; successivamente furono in grado di avviarli utilizzando gli starter, alimentati dall'APU, ma anche in questo caso nessuno dei due motori riuscì a raggiungere il normale regime minimo, tanto meno una spinta significativa. I tentativi di far avanzare le manette provocarono solo il surriscaldamento dei motori, quindi vennero nuovamente spenti per evitare malfunzionamenti catastrofici.

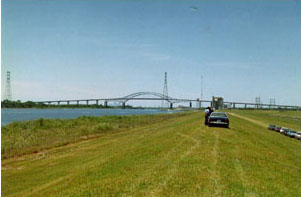
Il luogo di atterraggio del TACA 110.

A questo punto, i piloti iniziarono a prepararsi per un ammaraggio, poiché nessuna pista era raggiungibile con l'altitudine rimanente. Dardano si allineò con un canale e preparò l'aereo per un atterraggio in acqua. In quei momenti, il primo ufficiale individuò un argine erboso a destra del canale e suggerì di tentare un atterraggio di emergenza in quel punto. Dardano acconsentì e fece atterrare l'aereo con una planata adiacente allo stretto argine erboso del complesso industriale della NASA Michoud Assembly Facility (MAF), nella parte orientale di New Orleans, vicino all'Intracoastal Waterway e al Mississippi River Gulf Outlet.

## Le indagini

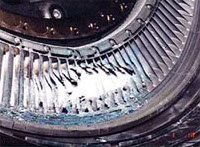
I danni alla turbina del motore destro.

Gli investigatori del National Transportation Safety Board (NTSB) stabilirono che l'aereo era volato inavvertitamente in un temporale di livello 4 e che l'ingestione di acqua aveva causato lo spegnimento di entrambi i motori, nonostante questi fossero certificati per soddisfare gli standard della Federal Aviation Administration (FAA) per l'ingestione di acqua. L'aereo subì lievi danni a causa della grandine e il suo motore sul lato destro, il numero 2, venne danneggiato dal surriscaldamento.
Per evitare che problemi simili potessero accadere in futuro, il produttore del motore, CFM International, modificò i motori CFM56 aggiungendo un sensore per forzare il combustore a restare acceso in condizioni di forte pioggia o grandine. Altre modifiche vennero apportate al cono del motore e alla spaziatura delle pale della turbina per deviare meglio la grandine dal nucleo del motore. Inoltre, vennero aggiunte ulteriori porte di spurgo per drenare più acqua dal motore.

## Conseguenze

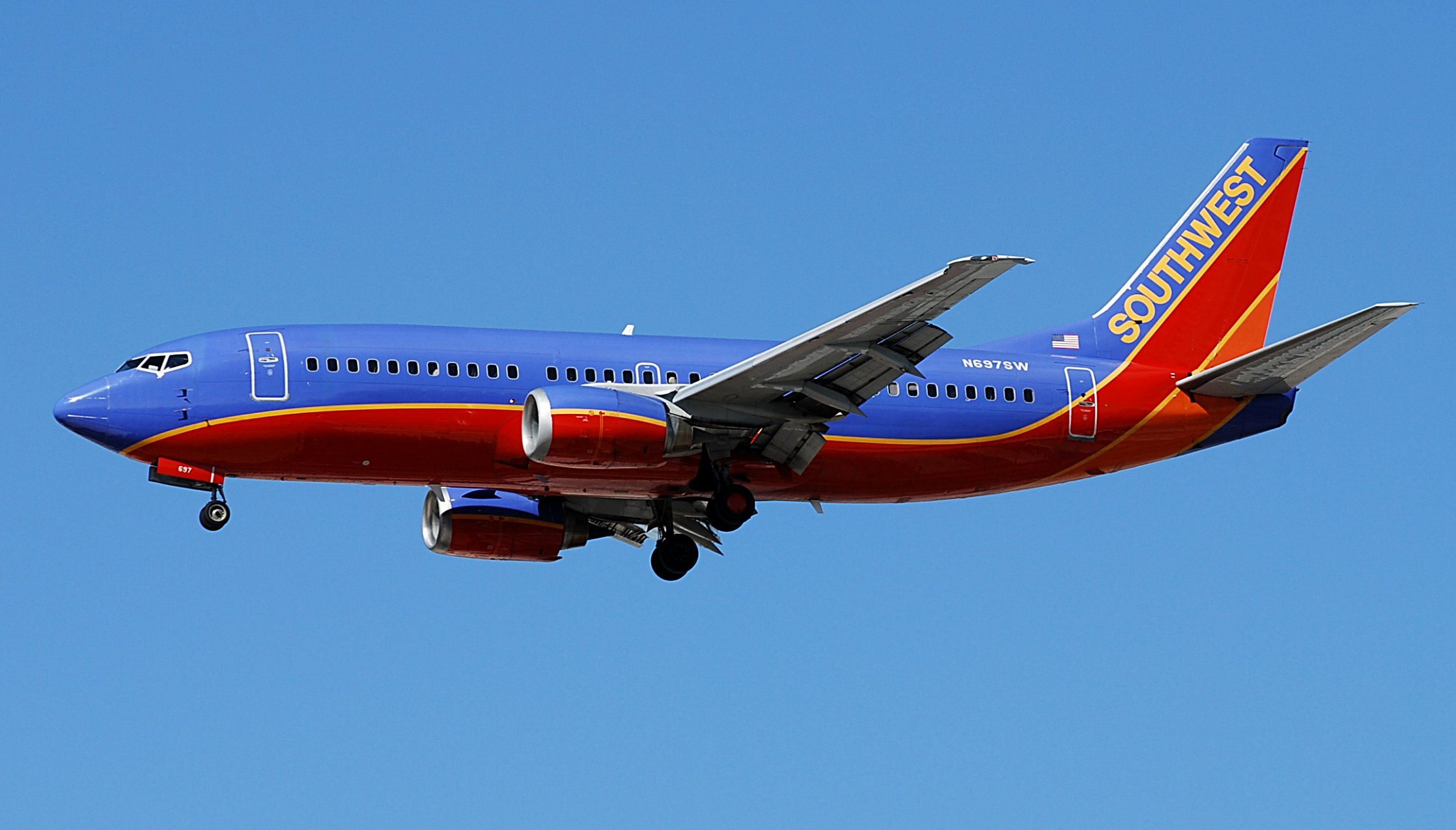
L'aereo coinvolto operava con la Southwest Airlines nel 2010

Inizialmente, si prevedeva di rimuovere le ali e trasportare l'aereo in una struttura di riparazione su chiatta, ma gli ingegneri della Boeing e i piloti collaudatori decisero di eseguire un cambio del motore in loco. L'aereo venne rimorchiato dall'argine alla vicina struttura della NASA e partì dalla Saturn Boulevard, una carreggiata costruita sopra alla pista dell'era della seconda guerra mondiale. Dopo il decollo, il 737 volò a Moisant Field, dove furono eseguiti ulteriori lavori di manutenzione.
Dopo il suo ritorno in servizio, l'aereo venne utilizzato da TACA fino al marzo 1989 quando fu acquisito da Aviateca. L'aereo fu poi acquisito da America West Airlines e registrato N319AW nell'aprile 1991, poi Morris Air nel gennaio 1993. L'aereo venne infine acquisito da Southwest Airlines nel gennaio 1995 prima come N764MA; poi registrato come N697SW nel marzo 1995. Continuò il servizio per Southwest fino al 2 dicembre 2016, quando venne ritirato e messo in deposito al Pinal Airpark.

## Nella cultura di massa
Il volo TACA 110 è stato analizzato nella puntata Atterraggio di fortuna della undicesima stagione del documentario Indagini ad alta quota, trasmesso da National Geographic Channel.